# Baron Denman
Baronowie Denman 1. kreacji (parostwo Zjednoczonego Królestwa)
- 1834–1854: Thomas Denman, 1. baron Denman
- 1854–1894: Thomas Aitchison-Denman, 2. baron Denman
- 1894–1954: Thomas Denman, 3. baron Denman
- 1954–1971: Thomas Denman, 4. baron Denman
- 1971 -: Charles Spencer, 5. baron Denman

Najstarszy syn 5. barona Denman: Richard Thomas Stewart Denman